# Auchmis detersina
Auchmis detersina är en fjärilsart som beskrevs av Otto Staudinger 1896. Auchmis detersina ingår i släktet Auchmis och familjen nattflyn. Inga underarter finns listade i Catalogue of Life.